# Iskra Michailowa

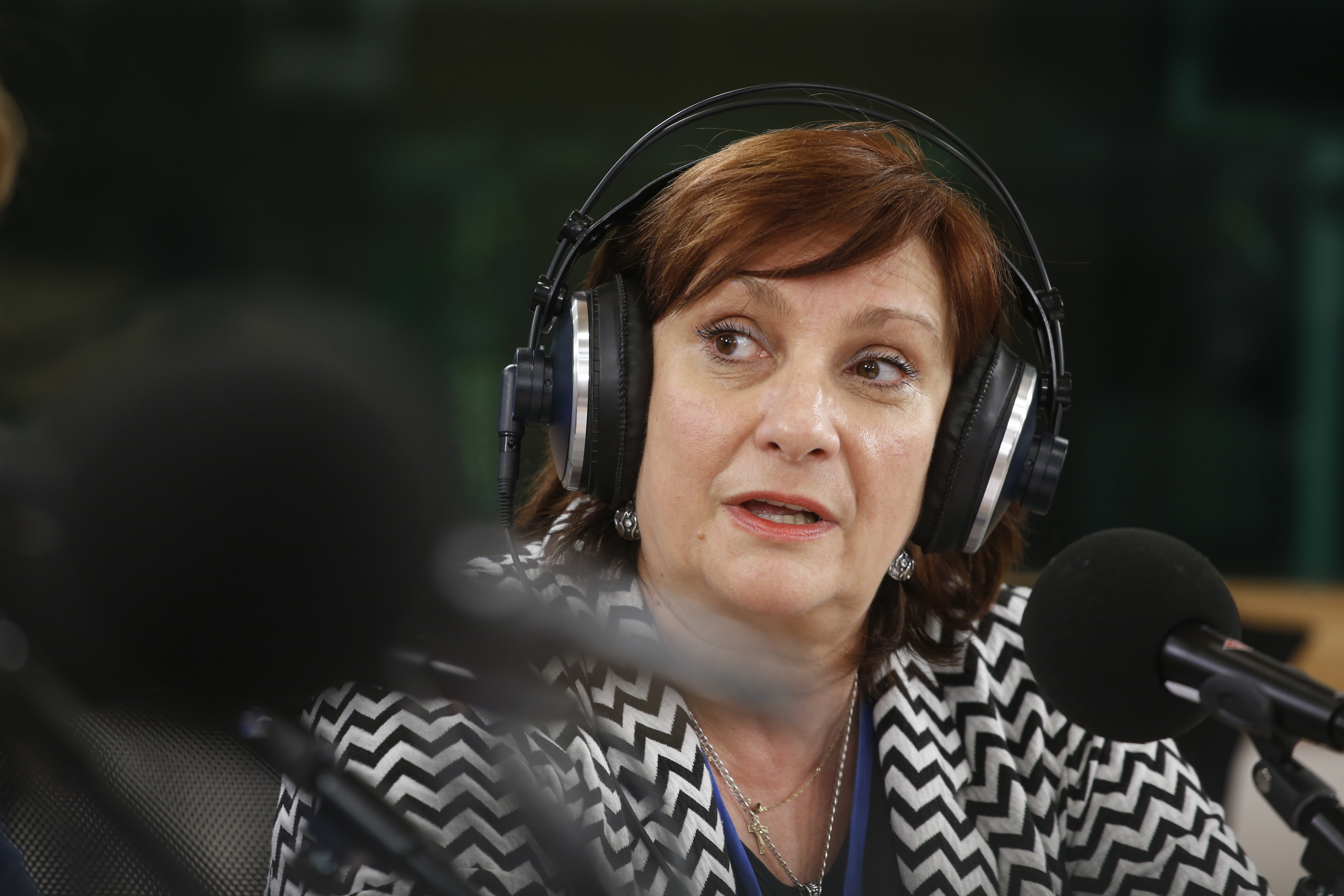
Iskra Mihaylova, 2016

Iskra Michailowa (bulgarisch Искра Михайлова; * 7. September 1957 in Sofia) ist eine bulgarische Politikerin der Bewegung für Rechte und Freiheiten.

## Leben
Michailowa ist seit 2014 Abgeordnete im Europäischen Parlament. Dort ist sie Vorsitzende im Ausschuss für regionale Entwicklung und Mitglied in der Konferenz der Ausschussvorsitze, in der Delegation im Gemischten Parlamentarischen Ausschuss EU-Ehemalige Jugoslawische Republik Mazedonien, in der Delegation in den Ausschüssen für parlamentarische Kooperation EU-Armenien, EU-Aserbaidschan und EU-Georgien und in der Delegation in der Parlamentarischen Versammlung EURO-NEST.